# Refia Sultan (figlia di Abdülhamid II)
Refia Sultan (turco ottomano: رفیعه سلطان, lett. "colei che ascende"; Istanbul, 15 giugno 1891 – Beirut, 1938) è stata una principessa ottomana, figlia del sultano Abdülhamid II e della consorte Sazkar Hanım.

## Origini
Refia Sultan nacque il 15 giugno 1891 a Istanbul, nel Palazzo di Yıldız. Suo padre era il sultano ottomano Abdülhamid II e sua madre la consorte Sazkar Hanım. Era l'unica figlia di sua madre e la figlia più giovane di suo padre a raggiungere l'età adulta.
Come le sue sorellastre, le venne insegnata la musica europea dall'insegnante di palazzo, Lombardi Bey.

## Matrimonio
Alcuni anni prima del 1909 Refia Sultan fu promessa in sposa a Ali Fuad Bey, figlio di Müşir Ahmed Eyüp Pasha. Il matrimonio dovette essere rimandato a causa della deposizione ed esilio del sultano Abdülhamid II, che fu mandato a Salonicco. Refia e sua madre lo seguirono, ma rientrarono a Istanbul nel 1910.
La coppia si sposò a Palazzo Dolmabahçe il 3 giugno 1910, in una doppia cerimonia insieme alla sorellastra Hamide Ayşe Sultan. Vissero a Palazzo Kiziltoprak. Il matrimonio fu molto felice, con Fuad che era un ottimo marito, ed ebbero due figlie.
Nel 1924 la dinastia ottomana venne esiliata.
Refia e la sua famiglia si stabilirono prima a Nizza e, dopo la morte accidentale della figlia minore ad appena diciotto anni, a Beirut.
Secondo Neslişah Sultan, una nipote, Refia era una donna gentile e di gran lunga la più mondana fra le figlie di Abdülhamid.

## Morte
Refia Sultan morì a Beirut nel 1938, a circa quarantasette anni. Venne sepolta nel monastero di Solimano a Damasco, in Siria.

## Discendenza
Dal suo matrimonio, Refia Sultan ebbe due figlie:
- Rabia Hanımsultan (13 luglio 1911 - 19 giugno 1998). Nata a Palazzo Kiziltoprak, morta a Istanbul e sepolta nel mausoleo Mahmud II. Non si sposò né ebbe figli.
- Ayşe Hamide Hanımsultan (1918 - 1936). Nata a Palazzo Kiziltoprak, morta a Nizza a causa di un incidente. Sepolta nel monastero di Solimano a Damasco. Era stata chiamata in onore di sua zia, Hamide Ayşe Sultan.

## Onorificenze
Refia Sultan venne insignita delle seguenti onorificenze:
- Ordine della Casa di Osman
- Ordine di Medjidie, ingioiellato
- Ordine della carità, 1ª classe
- Medaglia Liakat, oro
- Medaglia Iftikhar Sanayi, oro
- Medaglia Hicaz Demiryolu, oro